# جوبولپوریا
جوبولپوریا (نام علمی: Jubbulpuria) نام یک سرده از راسته خزنده‌کفلان است.